# Charentenay
Charentenay ist eine Gemeinde im französischen Département Yonne (Region Bourgogne-Franche-Comté). Die Gemeinde hat 286 Einwohner (Stand: 1. Januar 2022), gehört zum Arrondissement Auxerre und zum Kanton Vincelles (bis 2015: Kanton Coulanges-la-Vineuse).

## Geographie
Charentenay liegt etwa neun Kilometer südsüdwestlich von Auxerre. Umgeben wird Charentenay von den Nachbargemeinden Migé im Norden, Val-de-Mercy im Norden und Nordosten, Fontenay-sous-Fouronnes im Osten und Südosten, Fouronnes im Süden, Courson-les-Carrières im Südwesten sowie Mouffy im Westen.

## Bevölkerungsentwicklung
| Jahr                      | 1962 | 1968 | 1975 | 1982 | 1990 | 1999 | 2006 | 2013 |
| ------------------------- | ---- | ---- | ---- | ---- | ---- | ---- | ---- | ---- |
| Einwohner                 | 306  | 339  | 303  | 274  | 237  | 255  | 257  | 309  |
| Quelle: Cassini und INSEE |      |      |      |      |      |      |      |      |

## Sehenswürdigkeiten
- Kirche Saint-Laurent, seit 1995 Monument historique

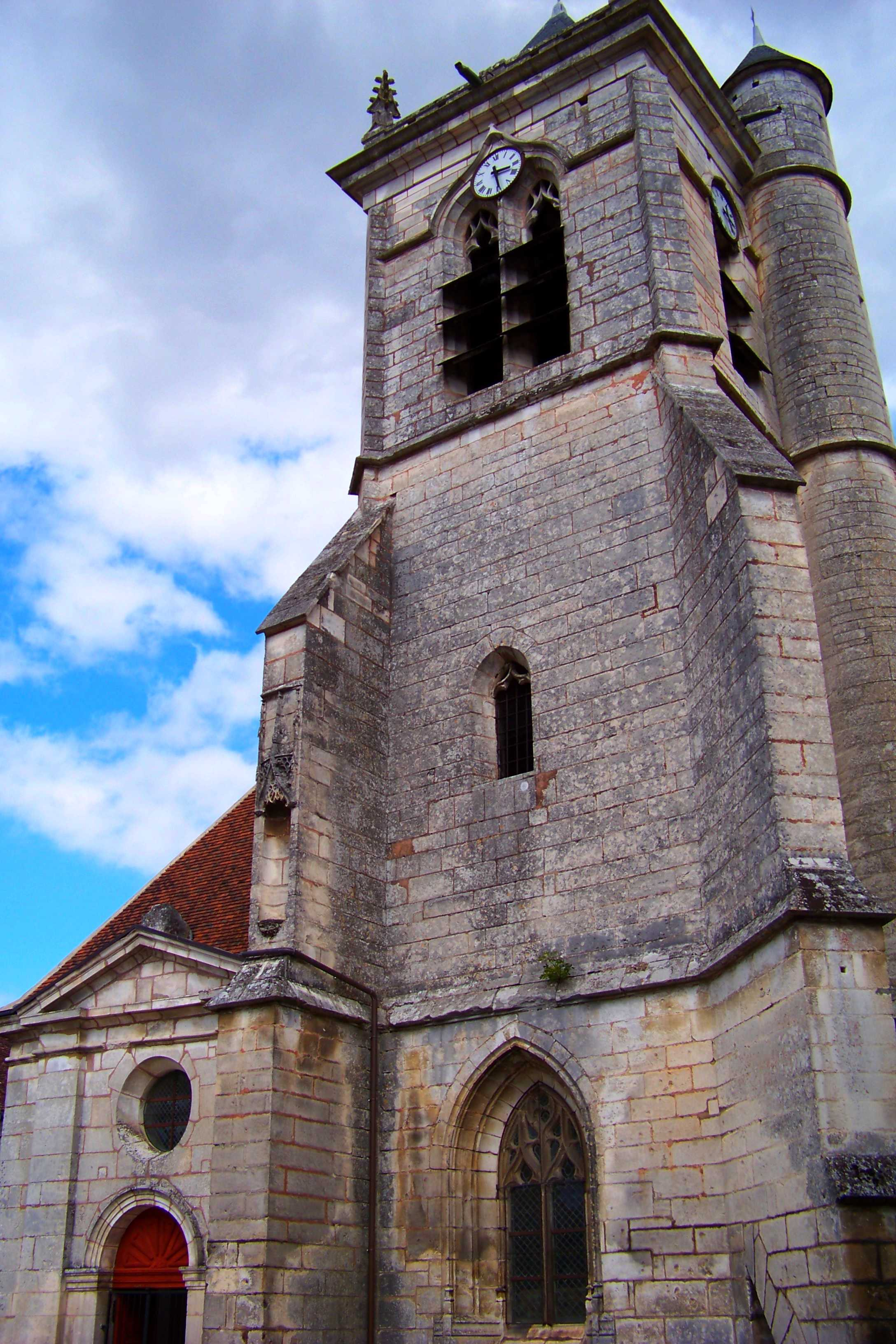
Kirche Saint-Laurent